# Echinopsis werdermannii
Echinopsis werdermannii là một loài thực vật có hoa trong họ Cactaceae. Loài này được Fric ex Fleisch. mô tả khoa học đầu tiên năm 1962.